# Шора (приток Суходы)
Шора — река в России, протекает в Комсомольском и Ильинском районах Ивановской области. Устье реки находится в 23 км по правому берегу реки Сухода. Длина реки составляет 18 км, площадь водосборного бассейна — 87,8 км².

## Данные водного реестра
По данным государственного водного реестра России относится к Окскому бассейновому округу, водохозяйственный участок реки — Нерль от истока и до устья, речной подбассейн реки — бассейны притоков Оки от Мокши до впадения в Волгу. Речной бассейн реки — Ока.
Код объекта в государственном водном реестре — 09010300812110000032456.